# Parti unioniste démocrate
Pour les articles homonymes, voir Parti unioniste et DUP.
Le Parti unioniste démocrate (en anglais : Democratic Unionist Party, DUP, en irlandais : Páirtí Aontachtach Daonlathach) est un parti politique britannique présent en Irlande du Nord dirigé depuis 2024 par Gavin Robinson. C’est le deuxième parti au sein de l’Assemblée d'Irlande du Nord où il détient 25 sièges, et le cinquième parti au sein de la Chambre des communes du Royaume-Uni où il détient 8 sièges, ainsi que cinq sièges à la Chambre des lords.
Le parti unioniste démocrate (DUP) est créé par Ian Paisley, pasteur presbytérien fondamentaliste et personnalité politique irlandaise, en 1971, et des membres du Parti unioniste protestant. Il a historiquement des liens forts avec l'Église presbytérienne libre d'Ulster, créée par Ian Paisley. Durant une longue période de son histoire, le DUP est le plus petit des deux partis unionistes, le principal parti étant le Parti unioniste d'Ulster (UUP). Le DUP soutient traditionnellement une ligne politique dure. Pendant la période des « Troubles », le DUP s'oppose aux solutions de résolution du conflit qui aurait impliqué un partage du pouvoir avec les nationalistes et républicains, ainsi qu'aux solutions qui auraient permis l'intervention de la république d'Irlande dans les affaires nord-irlandaises. Il a notamment fait campagne contre l'Accord de Sunningdale en 1974, l'Anglo-Irish Agreement de 1985, et l'Accord du Vendredi saint de 1998. Durant les années 1980, le parti a tenté de créer un mouvement paramilitaire, qui a donné naissance au groupe loyaliste nord-irlandais Ulster Resistance.
À la suite de l’accord de Saint-Andrews en octobre 2006, le DUP signe un accord avec le Sinn Féin, parti républicain irlandais, pour diriger ensemble un gouvernement de dévolution en Irlande du Nord. À la suite de cet accord, des divisions sont rapportées au sein du DUP. Beaucoup de ses membres importants, dont les membres du Parlement britannique Nigel Dodds, David Simpson et Gregory Campbell, s’opposent à Paisley. Pour autant, tous les parlementaires du parti signent un manifeste à l’occasion des élections de 2007 soutenant le principe d’un gouvernement de coalition. Une majorité écrasante de l’exécutif du parti vote en faveur de la restauration de la dévolution lors d’une réunion en mars 2007. Toutefois, l’unique membre du DUP à siéger au sein du Parlement européen, Jim Allister et sept conseillers du parti démissionnent pour marquer leur opposition à l’idée de partager le pouvoir avec le Sinn Féin. Ils fondent le parti Voix unioniste traditionnelle en décembre 2007.
Cependant, depuis 2007, sous la direction de Peter Robinson, le parti, créé pour défendre les intérêts unionistes mais qui est très ouvert aux revendications loyalistes, a évolué dans le sens d'une réduction de l'influence loyaliste, dans la perspective d'atteindre un électorat non protestant, notamment les catholiques conservateurs sur le plan social ou en faveur d'un maintien de la province au sein du Royaume-Uni.

## Orientations sociales et politiques
Le DUP soutient des orientations conservatrices sur le plan sociétal. Il s'est prononcé contre l'avortement. Les parlementaires du DUP ont voté contre la proposition de loi de Diane Johnson qui visait à empêcher les poursuites judiciaires visant les femmes qui achèteraient des pilules contraceptives sur internet,. Le DUP s'oppose aux subventions à des associations de planning familial et oppose son veto depuis 2015 à la légalisation du mariage homosexuel,, faisant de l'Irlande du Nord la seule province britannique où le mariage homosexuel est encore interdit. Il a en son temps fait campagne contre la légalisation de l'homosexualité en Irlande du Nord. Le parti a également essayé d'introduire une clause de conscience qui pouvait permettre à un commerçant de refuser de servir un client si le service était en contradiction avec ses croyances religieuses, après que le propriétaire chrétien d'une boulangerie soit poursuivi en justice pour discrimination à l'encontre de personnes LGBT, par un couple auquel il avait refusé de faire figurer une mention en faveur du mariage homosexuel sur leur gâteau de mariage. Le parti a tenté de s'opposer, sans succès, à une décision de la Chambre des communes de légaliser l’avortement sur l’ensemble du territoire britannique à partir d’octobre 2019.
Ses orientations eurosceptiques l'ont plus récemment amené à se prononcer en faveur de la sortie du Royaume-Uni de l'Union européenne (« Brexit ») lors du référendum sur l'appartenance du Royaume-Uni à l'Union européenne le 23 juin 2016.
Les changements démographiques ont poussé le parti à chercher à étendre son électorat, traditionnellement issu de l’Église presbytérienne libre d’Ulster fondée par Ian Paisley, à l'ensemble des protestants.

## Direction
Lorsque Ian Paisley démissionne de ses mandats de responsable du DUP et de Premier ministre d'Irlande du Nord, il est remplacé par le vice-président du parti, Peter Robinson qui dirige le parti jusqu'en décembre 2015, date à laquelle Arlene Foster lui succède. Nigel Dodds, leader du groupe DUP au parlement de Westminster, est lui vice-président du parti entre 2008 et 2021. Arlene Foster dirige le DUP de 2015 au 28 mai 2021, date à laquelle elle est remplacée par Edwin Poots, lui-même contraint à la démission le 17 juin de la même année.

## Histoire

### Années 1970

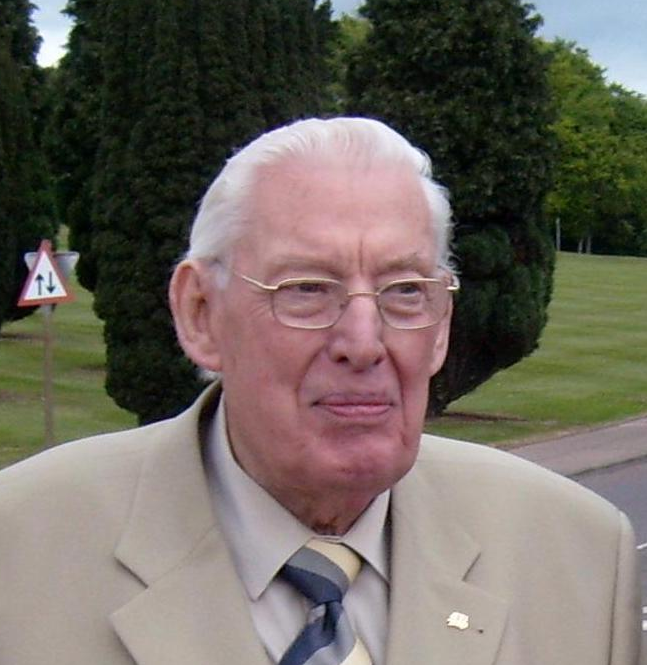
Ian Paisley (2007).

Le DUP est une émanation du Parti unioniste protestant, qui lui-même est issu du mouvement Ulster Protestant Action. Le nouveau parti est fondé le 30 septembre 1971 par Ian Paisley, dirigeant du Parti unioniste protestant, et Desmond Boal, ancien membre du Parti unioniste d'Ulster. Paisley, pasteur fondamentaliste sur le plan théologique, est le fondateur et responsable de l'Église presbytérienne libre d'Ulster. Il dirige le DUP et l'Église durant 37 ans, et les liens entre les deux structures sont étroits. Lors de la création du DUP, l'Irlande du Nord était gagnée par un conflit intercommunautaire important, connu sous le nom de « Troubles », qui débute en 1969 et dure une trentaine d'années. Le conflit a commencé lors d'une campagne contre la discrimination qui touchaient les nationalistes et républicains irlandais de la part du gouvernement protestant et des forces de l'ordre,. Les unionistes protestants s'opposaient à ces revendications, dont ils estimaient qu'elles trouvaient leur origine dans les revendications du parti républicain irlandais. Paisley prend la tête de l'opposition unioniste au mouvement des droits civils. Le DUP se montre davantage favorable à une ligne intransigeante, plus proche de celle des loyalistes protestants que de l'UUP, et plus en phase avec les craintes des protestants des classes populaires concernant leur sécurité.
Le DUP s'oppose à l'accord de Sunningdale de 1973, qui tente de résoudre le conflit en instaurant une nouvelle assemblée d'Irlande du Nord et un nouveau gouvernement, permettant ainsi un partage des pouvoirs au sein de la province, avec les nationalistes irlandais. L'accord de Sunningdale comportait également la création d'un conseil irlandais qui faciliterait une coopération entre les gouvernements d'Irlande du Nord et de la république d'Irlande. Lors des élections de 1973, le DUP obtient huit sièges à l'Assemblée d'Irlande du Nord et forme une alliance avec d'autres unionistes opposés à l'accord de Sunningdale, pour former le United Ulster Unionist Council (en) (UUUC). Lors des élections générales du Royaume-Uni de février 1974, l'UUUC obtient 11 des 12 sièges d'Irlande du Nord, alors que les partisans de l'accord de Sunningdale n'en obtiennent aucun. Le 15 mai 1974, les unionistes opposés à l'accord, notamment le Ulster Workers' Council et le Ulster Army Council, ainsi que les loyalistes protestants, appellent à une grève générale, dans la perspective d'obtenir l'invalidation de l'accord. Ian Paisley fait partie du comité de coordination de la grève, avec des leaders du UUUC et des loyalistes. La grève dura deux semaines et immobilise la province durant . Les brigades paramilitaires loyalistes participent à la grève en établissant des barrages sur les routes et en pratiquant des intimidations à l'égard des travailleurs,,. Au troisième jour de la grève, des loyalistes font exploser quatre véhicules à Dublin et Monaghan, qui tuent 33 civils La grève provoque la chute de l'accord de Sunningdale.
À la suite du renoncement à cet accord, le gouvernement britannique met en place une Convention, constituée d'élus unionistes et nationalistes dans la perspective de trouver une résolution à la crise politique de la province. Lors de l'élection des membres de la convention, l'UUUC (qui comprenait le DUP) obtient 53 % des suffrages. L'UUUC marque son opposition à un partage des pouvoirs au sein du gouvernement et réclame un exercice du pouvoir par la majorité sortie des urnes, c'est-à-dire par les unionistes. Ces conditions sont jugées inacceptables par les nationalistes et provoquent la dissolution de la Convention.
Le DUP s'oppose également à ce que le Royaume-Uni devienne membre de la Communauté économique européenne (CEE). Lors des premières élections du Parlement européen auxquelles participe le pays, en 1979, Ian Paisley obtient l'un des trois sièges dévolus à l'Irlande du Nord. Il est le candidat qui obtient le plus grand nombre de voix, avec 29,8 % de suffrages. Paisley conserve son mandat à chaque élection européenne, jusqu'en 2004, où Jim Allister lui succède. Celui-ci démissionne du DUP en 2007, tout en conservant son mandat de député européen avec plusieurs autres conseillers.

### Années 1980 et 1990
En 1981, le DUP marque son opposition aux discussions entre la Première ministre britannique Margaret Thatcher et le Premier ministre irlandais Charles James Haughey. Durant cette année, Paisley et plusieurs membres du DUP essayent de créer une milice loyaliste, la « Third Force », qui lutterait aux côtés de la police nord-irlandaise et de l'armée contre l'Armée républicaine irlandaise. Ils organisent des meetings où les participants sont photographiés en formation militaire, avec leurs licences de port d'armes. Le DUP organise une journée d'action loyaliste le 23 novembre 1981 pour faire pression sur le gouvernement britannique afin qu'il tienne une ligne de conduite plus intransigeante à l'égard de l'IRA. Paisley prend la parole lors d'une réunion de la Third Force, exprimant « Mes recrues sont prêtes à servir la Couronne britannique pour détruire la vermine de l'IRA, mais si la Couronne ne les enrôle pas, alors nous n'aurons pas d'autre choix que de détruire l'IRA nous-mêmes ». En décembre, Paisley déclare que la Third Force a entre 15 000 et 20 000 membres, tandis que James Prior, Secrétaire d'État pour l'Irlande du Nord, lui rappelle que les milices privées ne seront pas tolérées.
L'Accord anglo-irlandais est signé par les gouvernements britannique et irlandais le 15 novembre 1985, après des mois de négociations entre les deux parties. L'Accord confirme qu'il n'y aura pas de modification du statut de la province sans l'approbation de la majorité des citoyens nord-irlandais, et propose la mise en place d'un gouvernement partagé. L'Accord donne aussi un rôle consultatif au gouvernement irlandais. Les deux principaux partis unionists, le DUP et l'UUP organisent une campagne massive contre l'Accord, nommé « l'Ulster dit non ». Les élus des deux partis démissionnent de la chambre des communes, suspendent les réunions de districts et organisent une campagne de désobéissance civile, qui comporte des grèves et des rassemblements politiques.
Le 23 juin 1986, des personnalités politiques du DUP occupent le Parlement de Stormont, en signe de protestation contre l'Accord anglo-irlandais, tandis que 200 manifestants protestent à l'extérieur et s'affrontent avec la police. Les personnalités politiques sont délogées par la force dès le lendemain. Le 10 juillet, Paisley et le député DUP Peter Robinson conduisent une manifestation de 4 000 supporteurs loyalistes, au cours de laquelle ils occupent notamment Hillsborough, ville du comté de Down dans laquelle l'Accord a été signé. Le 7 août, Robinson procède à une nouvelle occupation, à Clontibret, dans le comté de Monaghan, en république d'Irlande à la tête de plusieurs centaines de loyalistes. Plusieurs maisons sont vandalisés, deux officiers de la Garda sont blessés, Robinson est arrêté et condamné à une amende.
Le 10 novembre 1986, Paisley, Robinson et Ivan Foster annoncent la formation du mouvement loyaliste paramilitaire Ulster Resistance (URM), créé dans l'objectif de conduire des actions directes si cela s'avérait nécessaire, pour faire échouer l'Accord anglo-irlandais et vaincre les républicains. Des campagnes de recrutements de volontaires se font dans toute la province, et quelques milliers de personnes semblent rejoindre le mouvement.
En 1987, l'URM fait venir illégalement en Irlande du Nord un lot d'armes, qui sont redistribuées entre ce mouvement, l'Ulster Volunteer Force (UVF) et l'Ulster Defence Association (UDA). La police nord-irlandaise saisit une grande partie des armes en 1988. En 1989, l'URM essaie d'acheter illégalement des armes en Afrique du Sud, malgré les interdictions de commerce liées au régime de l'apartheid dans ce pays. Lorsque l'affaire est révélée, le DUP souligne qu'il a coupé les ponts avec l'URM dès 1987.
En janvier 1994, l'Ulster Defence Association diffuse un document appelant à une nouvelle partition de l'Irlande, dans le but de faire de la province d'Irlande du Nord un espace exclusivement protestant Le projet consistait à faire quitter la province nord-irlandaise à l'armée britannique, et de céder à la république d'Irlande les secteurs géographiques catholiques et nationalistes. Les catholiques et nationalistes qui resteraient dans le nouvel État seraient expulsés ou internés. Sammy Wilson, porte-parole du DUP, fait référence au projet de l'UDA, dans lequel il voit un retour à la réalité et pour lequel il félicite l'UDA pour sa sensibilité à ce qui doit être fait pour maintenir la spécificité de l'identité protestante.

### 1998-2004
À la fin des années 1990, le DUP est initialement engagé dans les négociations menées par le sénateur américain George J. Mitchell qui aboutissent à l'Accord du Vendredi saint en 1998. Le DUP se retire pourtant des négociations, en signe de protestation, lorsque le Sinn Féin, un parti républicain lié à l'IRA, est autorisé à se joindre au processus de paix, sans restitution préalable de son arsenal militaire par l'IRA. Le DUP s'oppose à l'accord lors du référendum du vendredi saint qui est cependant approuvé par une immense majorité, 71,1 % des électeurs, tant unionistes que nationalistes nord-irlandais.
L'opposition du DUP s'appuie sur plusieurs points :
- la libération préalable des prisonniers paramilitaires ;
- la possibilité pour le Sinn Féin de participer au gouvernement alors que l'IRA reste actif ;
- le manque d'engagement à l'égard de leurs responsabilités des ministres de l'exécutif nord-irlandais ;
- le manque d'engagement à l'égard de leurs responsabilités du conseil de ministres d'Irlande du Nord, du conseil des ministres de la république d'Irlande et des organes devant mettre en œuvre les accords.

Le DUP conteste les élections de l'assemblée d'Irlande du Nord de 1998, consécutives à l'Accord du Vendredi saint. Il obtient 20 sièges, à la troisième place, et deux des dix sièges de l'exécutif. Les ministres acceptent leur poste, mais refusent d'assister au exécutif, en protestation contre la participation du Sinn Féin au gouvernement. Le gouvernement démissionne à cause d'une accusation d'espionnage portée à l'encontre de l'IRA (dite le Stormontgate).
L'Accord du Vendredi saint repose sur une adhésion d'une majorité tant d'unionistes que de nationalistes. Durant la campagne pour les élections de 2003, le DUP réclame un accord équitable, qui obtienne le soutien tant des nationalistes que des unionistes. Après les résultats, le DUP estime que les unionistes ne soutiennent plus l'Accord du Vendredi saint. Ils publient leurs propres propositions pour la dévolution du pouvoir à l'Irlande du Nord, intitulées « Devolution Now ». Ces propositions sont revues et réaffirmées dans de nouveaux documents, notamment « Moving on » et « Facing Reality ».
Lors des élections pour l'assemblée d'Irlande du Nord de 2003, le DUP gagne 30 sièges, devenant le premier parti. En janvier 2004, il devient le parti irlandais le mieux représenté à Westminster, lorsque le député Jeffrey Donaldson quitte l'UUP pour s'inscrire au DUP. En décembre 2004, le député anglais Andrew Hunter quitte le parti conservateur et rejoint le DUP, dont il devient le « whip », ce qui permet au parti unioniste démocrate d'avoir sept élus, alors que l'UUP a cinq élus, tandis que le Sinn Féin en a quatre et le Parti social-démocrate et travailliste (SDLP) en a trois.

### 2005-2007
Lors des élections générales de 2005 à Westminster, le parti renforce sa place de premier parti unioniste, en gagnant neuf sièges, ce qui fait de lui le quatrième parti de la chambre des communes, après le parti travailliste, le parti conservateur et les Libéraux-démocrates. En nombre de suffrages, le DUP est le quatrième parti de toute l'Irlande. Lors des élections locales de la province, le DUP devient le principal parti de gouvernement, avec 182 conseillers représentant 26 conseils de districts. Le DUP obtient la majorité dans le conseil de Castlereagh Borough, qui est depuis longtemps un fief du DUP et d'où est originaire le leader du parti, Peter Robinson, ainsi qu'à Ballymena, d'où est originaire Paisley, et à Ards. Le parti est le premier parti dans huit autres districts, Antrim, Ballymoney, Banbridge, Belfast, Carrickfergus, Coleraine, Craigavon et Newtownabbey.
Le 8 avril 2006, trois membres du DUP deviennent membres de la chambre des Lords : Maurice Morrow, Wallace Browne, ancien lord-maire de Belfast, et Eileen Paisley, vice-présidente du DUP et épouse de Ian Paisley, sans être titrés.
Le 27 octobre 2006, le DUP adresse une lettre au Belfast Telegraph posant la question : « Les termes de l'Accord de St Andrews sont-ils une base pour préparer la dévolution ? », en demandant que les réponses parviennent au siège du parti avant le 8 novembre suivant.
Le 24 novembre 2006, Ian Paisley refuse de se porter candidat au poste de Premier ministre d'Irlande du Nord, exigeant au préalable que le Sinn Féin s'engage à soutenir la police et la loi nord-irlandaise.
Le 24 mars 2007, le DUP adopte une résolution qui tout en refusant l'établissement de la dévolution et d'un gouvernement avec partage des pouvoirs à la date butoir fixé par le gouvernement britannique au 26 mars, accepte la mise en place d'un pouvoir exécutif prévu le 8 mai 2007.
Le 27 mars 2007, le seul membre du Parlement européen du DUP, Jim Allister, démissionne du parti, pour manifester son opposition à la décision du DUP de former un gouvernement avec partage des pouvoirs avec le Sinn Féin. Il conserve son siège de parlementaire, en formant un groupe d'opposants à l'Accord de St Andrew qu'il a formé avec d'autres anciens membres, qui ont quitté le parti à cause de leur désaccord. Le groupe s'appelle Voix unioniste traditionnelle. Diane Dodds récupère le siège pour le DUP en 2009. Gregory Campbell pour sa part, avertit le 6 avril 2007 que son parti serait attentif aux bénéfices obtenus en acceptant de partager le pouvoir avec le Sinn Féin.

### 2008-2015: sous la direction de Robinson
Le 31 mai 2008, Ian Paisley démissionne de sa fonction de dirigeant du parti devant le comité exécutif du parti réuni à Castlereagh, et Peter Robinson est nommé nouveau dirigeant. Nigel Dodds est son adjoint.
Le 11 juin 2008, le parti soutient la proposition de loi du gouvernement travailliste de Gordon Brown, qui permet de garder en détention provisoire une personne soupçonnée de terrorisme jusqu'à 42 jours. Le Times rapporte qu'en échange de son soutien au projet de loi, le parti a reçu des compensations et un titre de pair pour Ian Paisley.
Les membres du DUP sont étrillés par la presse et les électeurs, après la diffusion dans la presse des dépenses des parlementaires britanniques lorsque les éléments concernant les dépenses déclarées depuis 2004 par les parlementaires sont publiés en juillet 2009, au titre du Freedom of Information Act 2000. En ce qui concerne le DUP, les dépenses de Peter Robinson et de son épouse Iris Robinson sont relevées de même que celle de Nigel Dodds, le numéro deux du parti, celui-ci étant le parlementaire nord-irlandais ayant déclaré les dépenses les plus importantes de la province nord-irlandaise, et se classant 13e à cet égard pour l'ensemble des parlementaires britanniques.
En janvier 2010, Peter Robinson est à nouveau touché par un scandale, il s'agit cette fois des relations extra-maritales de son épouse, et notamment de l'accusation de malversations financières de celle-ci en rapport avec sa liaison,. Peter Robinson, qui est alors dirigeant du parti, perd son siège de député de Belfast-est aux élections générales de 2010, au profit de Naomi Long, du Parti de l'Alliance d'Irlande du Nord. Cependant, le parti assure d'autres positions, notamment à Antrim-sud et Strangford, contre le parti Ulster Conservatives and Unionists – New Force, et à Antrim-nord, contre le parti Voix unioniste traditionnelle.
Le DUP est très critiqué après le scandale dit de « Red Sky », dans lequel des ministres DUP tentent d'influer sur une décision lors d'une réunion de direction des logements d'Irlande du Nord. Cette décision était en lien avec un contrat de 8 000 000 £ passé avec l'entreprise Red Sky. Le contrat est annulé après un reportage sur BBC Spotlight, sur la compagnie, qui montrait un système de surfacturation qui pénalisait la collectivité publique. Le DUP soutient que la décision de dénoncer les contrats obéit à des mobiles « sectaires ». Le parti suspend Jenny Palmer, après que celle-ci ait révélé qu'un conseiller du DUP, Stephen Brimstone avait fait pression sur elle pour qu'elle modifie son vote lors de la réunion.
Lors des élections générales de 2015, dont l'issue prévue est un «hung parliament», sans majorité de gouvernement, Nigel Farage, leader du UKIP, envisage une coalition comprenant le parti conservateur, le DUP, le Parti pour l'indépendance du Royaume-Uni (UKIP),. Nick Clegg, vice Premier ministe et leader des Libéraux-démocrates met en garde contre les orientations que prendrait un gouvernement issu d'une telle coalition, notamment le rétablissement de la peine de mort ou les prestations médicales qui deviendraient payantes, ou encore le démantèlement de la BBC qui fait l'objet de nombreuses attaques de ces partis, les droits LGBT et le mariage homosexuel,. Cependant, dans un entretien accordé à BBC Radio 5 Live, Nigel Dodds, le numéro deux du DUP, souligne que malgré son opposition au mariage homosexuel, son parti est « opposé à toute discrimination basée sur la religion […] ou l'orientation sexuelle ». Par ailleurs, David Cameron, alors Premier ministre du Royaume-Uni rappelle son total désaccord avec le DUP en ce qui concerne les questions de mariage homosexuel et droits LGBT, et exprime qu'il ne prendra aucune décision qui irait à l'encontre de ses valeurs à cet égard, notamment en ce qui concerne l'égalité des droits pour les personnes gays et lesbiennes.
Le 10 septembre 2015, Peter Robinson démissionne de son poste de Premier ministre de l'Irlande du Nord, avec les autres ministres DUP, à l'exception d'Arlene Foster.

### 2015-2021: sous la direction de Foster

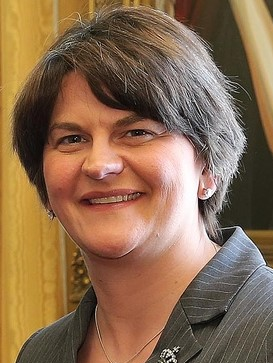
Arlene Foster (2013).

Arlene Foster est nommée dirigeante du DUP le 17 décembre 2015. Elle est la première femme à occuper ce poste.
L'avant-veille du référendum sur l'appartenance du Royaume-Uni à l'Union européenne du 23 juin 2016, le DUP achète quatre pages de publicité dans le journal gratuit Metro, diffusé sur l'ensemble du Royaume-Uni à l'exception de la province nord-irlandaise, se prononçant en faveur du vote « Leave ».
Le 4 octobre 2016, Arlene Foster et les parlementaires du DUP organisent un cocktail au congrès du parti conservateur, marquant l'existence de ce qui est parfois vu comme une alliance informelle, ou en tout cas, une entente informelle en ce qui concerne la faible majorité dont dispose le parti conservateur britannique à le chambre des communes,.
En janvier 2017, l'Irlande du Nord se retrouve sans gouvernement après la démission de Martin McGuinness, qui proteste ainsi contre le scandale lié au plan en faveur de l'énergie renouvelable dans la province (Renewable Heat Incentive scandal), supervisé par Arlene Foster qui était alors ministre des entreprises, du commerce et des investissements auprès du ministère de l'économie nord-irlandais. L'échec de ce plan avait coûté environ 490 millions de livres. Foster avait refusé de démissionner ou de se mettre en retrait durant l'enquête qui a suivi. La démission de McGuinness rend nécessaires des élections pour l'assemblée d'Irlande du Nord, dans la mesure où le Sinn Féin refuse de désigner un nouveau vice-Premier ministre. Le DUP perd 10 sièges aux élections de 2017, ne conservant qu'un siège de majorité sur le Sinn Féin et 1 200 votes d'avance, résultat que le Belfast Telegraph qualifie de « catastrophique ».
Lors des élections générales britanniques de 2017, le DUP obtient 10 sièges, trois de plus que le Sinn Féin. Le Parti conservateur perd sa majorité absolue et s'efforce alors d'établir un pacte gouvernemental avec le DUP. Le DUP se prononce en faveur d'un gouvernement conservateur, exprimant qu'une alternative est à leurs yeux « intolérable » : « Tant que Corbyn est à la tête du parti travailliste, nous nous assurerons qu'il y ait un Premier ministreTory ».
En octobre 2019, le parti s'oppose à l'accord sur le Brexit trouvé entre le Royaume-Uni et l'Union européenne. En décembre 2019, le Parti conservateur retrouve une majorité absolue à l'issue des élections législatives, alors que le DUP perd deux sièges, ce qui lui fait perdre son rôle pivot dans le soutien au gouvernement de Boris Johnson.
Le 28 avril 2021, Arlene Foster annonce sa démission de la direction du parti et de son poste de première ministre d'Irlande du Nord, sous la pression des membres de son parti, mécontents de sa gestion du Brexit notamment,,.

### Depuis 2021
Le 14 mai 2021, Edwin Poots, ministre de l'Agriculture, de l'Environnement et des Affaires rurales dans l'exécutif nord-irlandais, est élu dirigeant du parti. Il est considéré comme un tenant de l'aile dure de son parti. Il prend ses fonctions le 28 mai 2021. Cependant, le 17 juin 2021, il annonce sa démission, après avoir été désavoué par ses collègues du DUP à propos d'un accord sur la législation concernant le statut de la langue irlandaise,,. Jeffrey Donaldson est élu chef du parti le 22 juin 2021 et succède officiellement à Poots le 30 juin suivant. Il démissionne le 29 mars 2024 à la suite de son inculpation pour des accusations de viols et d’agressions sexuelles et est remplacé par Gavin Robinson, député de Belfast Est à la Chambre des communes britannique et ancien lord-maire de Belfast qui assure l'intérim.

## Orientations politiques
Le DUP prône le maintien de l'Irlande du Nord au sein du Royaume-Uni. Le parti défend la «britishness», c'est-à-dire le sentiment d'être britannique, et la culture protestante d'Ulster,. Son militantisme se manifeste notamment pour la revendication d'une liberté de marche pour les parades de l'ordre d'Orange, fraternité protestante à laquelle appartiennent de nombreux membres du parti. Le DUP demande que le drapeau britannique flotte toute l'année sur les bâtiments administratifs, notamment sur la mairie de Belfast, et conteste la possibilité pour les associations culturelles et linguistiques gaéliques d'être subventionnées par des fonds publics et s'opposent aux propositions de loi qui veulent promouvoir et protéger la langue irlandaise,. Le parti s'oppose également à ce que les membres des forces armées et de la police puissent être poursuivis en justice pour des faits commis durant le conflit nord-irlandais.

### Engagements sociétaux
Certain élus du DUP souhaitent que les théories créationnistes figurent dans les programmes scolaires,. Des demandes locales sont adressées aux musées afin qu'ils présentent des éléments liés au créationnisme dans leurs expositions,,, notamment en 2007, où un porte-parole du DUP a confirmé que ces requêtes étaient congruentes avec l'orientation du parti. Un ministre du DUP, Sammy Wilson, a par ailleurs nié le réchauffement climatique.
En 2011, le parti a appelé à un débat à la chambre des communes, en faveur du rétablissement de la peine capitale au Royaume-Uni en certaines circonstances.
Les positions conservatrices en matière de sexualité du DUP poussent parfois certains catholiques à soutenir le parti lors d'élections, notamment les catholiques conservateurs qui se sentent proches des positions morales du parti, sans pour autant être unionistes. C'est le cas notamment pour Danny O'Connor, ancien maire nationaliste de Larne, qui s'en explique en 2012,.

### Politique économique et Brexit
Le DUP est eurosceptique, et est le seul parti appartenant au gouvernement d'Irlande du Nord à se prononcer en faveur de la sortie du Royaume-Uni, lors de la campagne pour le référendum sur l'appartenance du Royaume-Uni à l'Union européenne le 23 juin 2016. Le parti prend position contre le rétablissement d'une frontière étanche entre la république d'Irlande et la province nord-irlandaise, et souhaite le maintien d'une zone commune de voyage. Il est opposé à toute solution conférant un statut spécifique à l’Irlande du Nord. L'intervention télévisée du parlementaire Sammy Wilson, parlementaire d'Antrim-est à Westminster, sur BBC Spotlight, où il semblait approuver les paroles d'un invité sur le départ des étrangers d'Irlande du Nord dans l'hypothèse d'une victoire du Brexit, a été à l'origine d'une controverse.

## Résultats électoraux
Ces tableaux montrent les résultats électoraux obtenus par le DUP aux élections générales du Royaume-Uni (en ce qui concerne la province nord-irlandaise), à l'Assemblée d'Irlande du Nord, et au Parlement européen.

### Élections générales britanniques
| Année        | Vote    | %    | Mandats | Rang |
| ------------ | ------- | ---- | ------- | ---- |
| février 1974 | 58 656  | 5,7  | 1 / 12  | 5e   |
| octobre 1974 | 59 451  | 8,5  | 1 / 12  | 4e   |
| 1979         | 70 975  | 10,2 | 3 / 12  | 4e   |
| 1983         | 152 749 | 19,9 | 3 / 17  | 3e   |
| 1987         | 85 642  | 11,7 | 3 / 17  | 3e   |
| 1992         | 103 039 | 13,1 | 3 / 17  | 3e   |
| 1997         | 107 348 | 13,6 | 2 / 18  | 4e   |
| 2001         | 181 999 | 22,5 | 5 / 18  | 2e   |
| 2005         | 241 856 | 33,7 | 9 / 18  | 1er  |
| 2010         | 168 216 | 25,0 | 8 / 18  | 2e   |
| 2015         | 184 260 | 25,7 | 8 / 18  | 1er  |
| 2017         | 292 316 | 36,0 | 10 / 18 | 1er  |
| 2019         | 244 127 | 30,6 | 8 / 18  | 1er  |
| 2024         | 172 058 | 22,1 | 5 / 18  | 2e   |

### Élections parlementaires nord-irlandaises
| Année | Voix    | %     | Mandats  | Rang | Gouvernement              |
| ----- | ------- | ----- | -------- | ---- | ------------------------- |
| 1972  | 78 228  | 10,8  | 8 / 78   | 3e   |                           |
| 1975  | 97 073  | 14,8  | 12 / 78  | 4e   |                           |
| 1982  | 145 528 | 23,0  | 21 / 78  | 2e   |                           |
| 1996  | 141 413 | 18,8  | 24 / 110 | 3e   |                           |
| 1998  | 145 917 | 18,5  | 20 / 108 | 3e   | 1er Exécutif              |
| 2003  | 177 944 | 25,7  | 30 / 108 | 1er  | Vacance de l'exécutif     |
| 2007  | 207 721 | 30,1  | 36 / 108 | 1er  | 3e Exécutif               |
| 2011  | 198 436 | 30,0  | 38 / 108 | 1er  | 4e Exécutif               |
| 2016  | 202 567 | 29,2  | 38 / 108 | 1er  | 5e Exécutif               |
| 2017  | 225 413 | 28,1  | 28 / 90  | 1er  | 6e Exécutif (depuis 2020) |
| 2022  | 184 002 | 21,33 | 25 / 90  | 2e   |                           |

### Élections européennes
| Année | %    | Mandats | Rang | Groupe       |
| ----- | ---- | ------- | ---- | ------------ |
| 1979  | 29,8 | 1 / 3   | 1er  | Non-inscrits |
| 1984  | 33,6 | 1 / 3   | 1er  | Non-inscrits |
| 1989  | 29,9 | 1 / 3   | 1er  | Non-inscrits |
| 1994  | 29,2 | 1 / 3   | 1er  | Non-inscrits |
| 1999  | 28,4 | 1 / 3   | 1er  | Non-inscrits |
| 2004  | 31,9 | 1 / 3   | 1er  | Non-inscrits |
| 2009  | 18,1 | 1 / 3   | 2e   | Non-inscrits |
| 2014  | 21,0 | 1 / 3   | 2e   | Non-inscrits |
| 2019  | 21,8 | 1 / 3   | 2e   | Non-inscrits |

### Élections locales
| Année | Voix    | %    | Sièges    |
| ----- | ------- | ---- | --------- |
| 2001  | 169 477 | 21,4 | 131 / 582 |
| 2005  | 208 278 | 29,6 | 182 / 582 |
| 2011  | 179 436 | 27,2 | 175 / 583 |
| 2014  | 144 928 | 23,1 | 130 / 462 |
| 2019  | 163 615 | 24,1 | 122 / 462 |
| 2023  | 173 033 | 23,3 | 122 / 462 |